# Ingo Borkowski
Ingo Borkowski, född den 2 oktober 1971 i Potsdam, är en tysk seglare.
Han tog OS-silver i soling i samband med de olympiska seglingstävlingarna 2000 i Sydney.